# Aethiopia lesnei
Aethiopia lesnei là một loài bọ cánh cứng trong họ Cerambycidae.